# 三ツ島 (門真市)
三ツ島（みつしま）は、大阪府門真市にある地名。現行行政地名は三ツ島一丁目から三ツ島六丁目。

## 地理
門真市の南部に位置し、西にひえ島町、北に北島町と北島と北島東町と千石西町、南東に大東市、南西に大阪市鶴見区と接している。

## 歴史
- 2012年(平成24年)11月3日 - 住居表示に伴い、大字三ツ島・大字薭島・大字桑才の各一部を分離し、三ツ島一丁目から三ツ島三丁目を設置[5]。
- 2014年(平成26年)11月22日 - 住居表示に伴い、大字三ツ島・大字下島頭の各一部を分離し、三ツ島四丁目から三ツ島六丁目を設置[6]。

## 世帯数と人口
2020年（令和2年）5月1日現在（門真市発表）の世帯数と人口は以下の通りである。
| 丁目         | 世帯数    | 人口    |
| ------------ | --------- | ------- |
| 三ツ島一丁目 | 692世帯   | 1,564人 |
| 三ツ島二丁目 | 702世帯   | 1,365人 |
| 三ツ島三丁目 | 433世帯   | 860人   |
| 三ツ島四丁目 | 503世帯   | 1,142人 |
| 三ツ島五丁目 | 889世帯   | 1,682人 |
| 三ツ島六丁目 | 801世帯   | 1,600人 |
| 計           | 4,020世帯 | 8,213人 |

### 人口の変遷
国勢調査による人口の推移。
| 2015年（平成27年） | 8,151人 | [ 7 ] |  |

### 世帯数の変遷
国勢調査による世帯数の推移。
| 2015年（平成27年） | 3,404世帯 | [ 7 ] |  |

## 学区
市立小・中学校に通う場合、学区は以下の通りとなる（2018年12月時点）。
| 丁目         | 番・番地等 | 小学校             | 中学校             |
| ------------ | ---------- | ------------------ | ------------------ |
| 三ツ島一丁目 | 全域       | 門真市立二島小学校 | 門真市立第七中学校 |
| 三ツ島二丁目 | 全域       | 門真市立二島小学校 | 門真市立第七中学校 |
| 三ツ島三丁目 | 全域       | 門真市立二島小学校 | 門真市立第七中学校 |
| 三ツ島四丁目 | 全域       | 門真市立二島小学校 | 門真市立第七中学校 |
| 三ツ島五丁目 | 全域       | 門真市立二島小学校 | 門真市立第七中学校 |
| 三ツ島六丁目 | 全域       | 門真市立砂子小学校 | 門真市立第四中学校 |

## 事業所
2016年（平成28年）現在の経済センサス調査による事業所数と従業員数は以下の通りである。
| 丁目         | 事業所数  | 従業員数 |
| ------------ | --------- | -------- |
| 三ツ島一丁目 | 69事業所  | 337人    |
| 三ツ島二丁目 | 37事業所  | 257人    |
| 三ツ島三丁目 | 49事業所  | 1,055人  |
| 三ツ島四丁目 | 40事業所  | 273人    |
| 三ツ島五丁目 | 133事業所 | 1,563人  |
| 三ツ島六丁目 | 78事業所  | 1,378人  |
| 計           | 406事業所 | 4,863人  |

## 歴史
鶴見区の鶴見神社に残された史料によると「後白河院の御宇・近江国辻村の農民十七人が多数の人夫を従え此の地に下向開村」したことにはじまるとされる。この頃、山王権現が当地の氏神として奉祀され、これは明治３年４月に三島神社となる。当地は元々、大東市の赤井、氷野とともに河内湖、八ケの湖に浮かぶ小島の一つであり、当初は、これら３地域を合わせ水嶋庄と呼ばれていた。その後、木曽義仲四天王の１人である樋口次郎兼光の息子樋口勝太郎が、当地に居を構えたという。時代が下り、水嶋庄のうち赤井と氷野は湖南岸と陸続きになり、両地が水嶋庄から独立した後も、当地は引き続き、水嶋と呼ばれていた。江戸時代に入り、水嶋から三ッ島へと地名が変わり、さらに上三ッ島と下三ッ島に集落が別れたものの、長らく三ッ島村として村役等も共通して担うこととされた。安政３年には、三島神社の社殿が改築され、明治３年には前述の通り、三島神社と名を改め、また、祭神を素盞嗚尊と大巳貴尊とするようになる。同社は明治５年には稗島の村社であった堤根神社を合祀したため、同社の祭神であった天照皇大神を祀るようになり、さらに明治42年には神饌幣帛料供進社の一つに指定された。

## 交通

### 鉄道
- 大阪市高速電気軌道
  - 長堀鶴見緑地線 門真南駅

### 道路
- 大阪府道161号深野南寺方大阪線

## 施設
- 大阪府立門真スポーツセンター
- 門真市立二島小学校
- 門真市立砂子小学校
- 三島神社
- 教信寺

## その他

### 日本郵便
- 郵便番号 : 571-0015[3]（集配局：門真郵便局[11]）。